# كلية الدفاع الوطني السويدية
كلية الدفاع الوطني السويدية (بالإنجليزية: Swedish National Defence College)‏ هي جامعة في السويد.

## وصلات خارجية
- الموقع الإلكتروني